# Moonlander

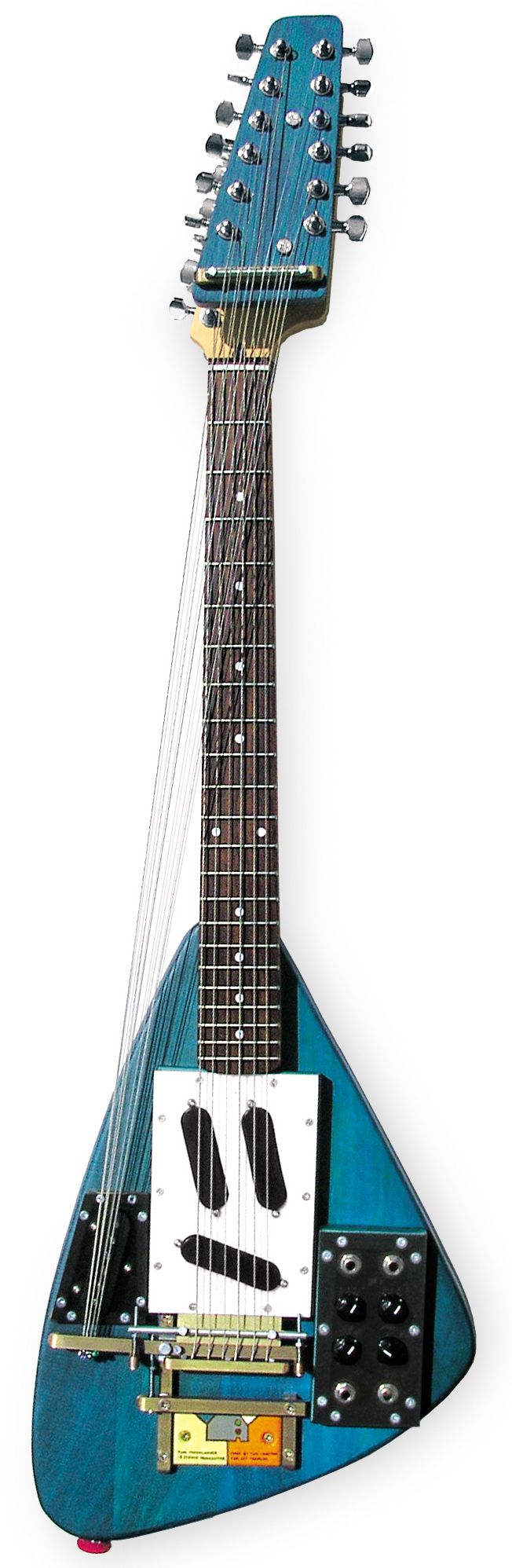
La Moonlander de Lee Ranaldo de Sonic Youth

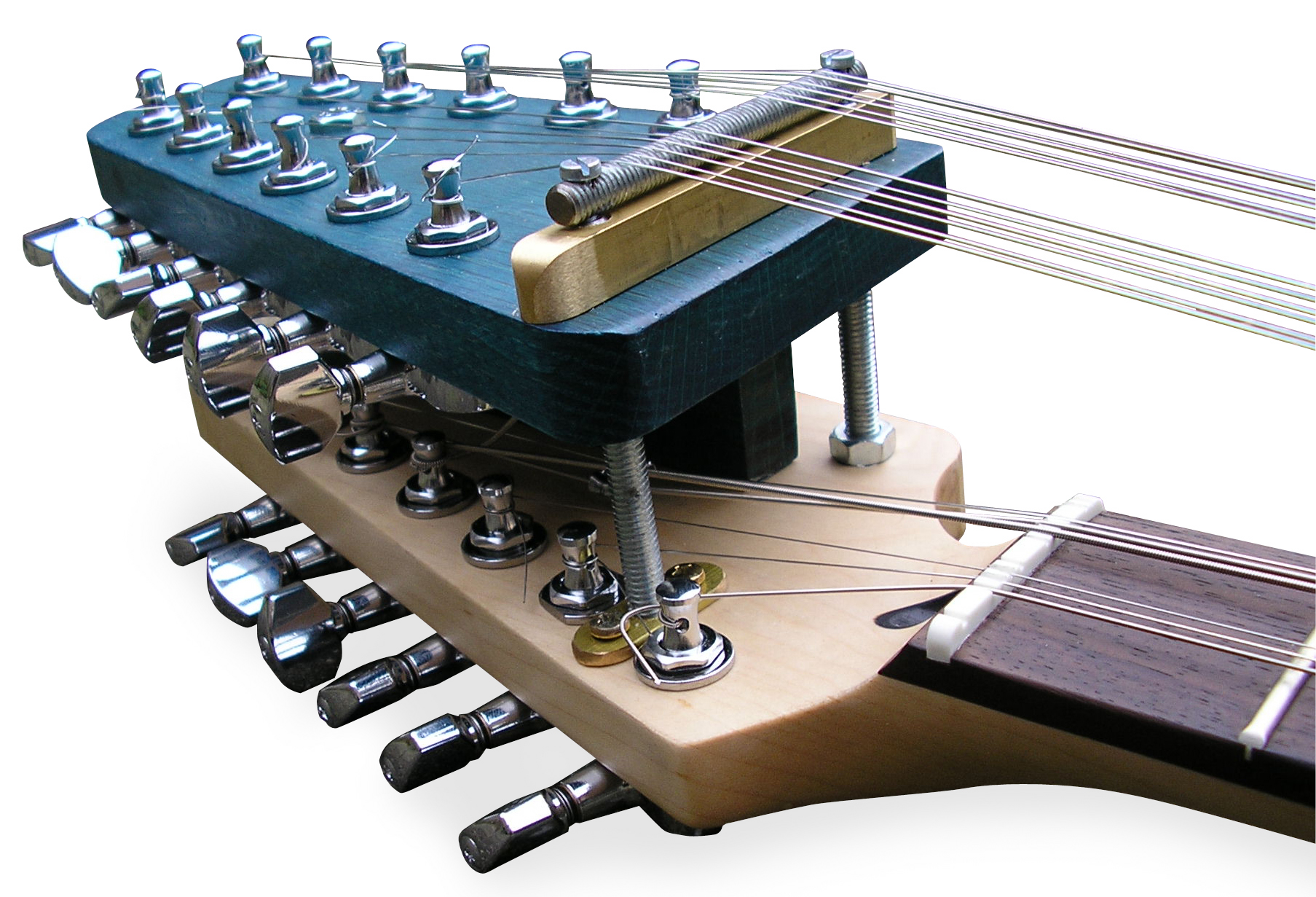
Cordier (la disposition des cordes de jeu est différente de celle du modèle de Ranaldo)

La Moonlander est un instrument de musique fabriqué par Yuri Landman pour Lee Ranaldo du groupe Sonic Youth en 2007.
Il s'agit une guitare électrique comportant 12 cordes sympathiques. Le modèle de Ranaldo possède 6 cordes de jeu, l'autre modèle deux chœurs de trois cordes chacun.
Il n'existe que deux exemplaires de la Moonlander, celui de Lee Ranaldo et celui de Landman.

## Sources
1. ↑  Article Pitchfork, 28-09-07 (en)

- (en) 9Mb pdf Article anglaise pag. 15 au Amsterdam Weekly vol.4 issue 35, 30 aug-5 sept 2007
- (nl) « Article spunk.nl »(Archive.org • Wikiwix • Archive.is • Google • Que faire ?) (consulté le 3 septembre 2017)